# Malcolm Whitman
Malcolm "Mal" Douglass Whitman (Nova Iorque, 15 de março de 1877 — 28 de dezembro de 1932) foi um tenista estadunidense, que destacou-se no final do Século XIX.
Seu estilo de jogo era caracterizado pela sua boa mão junto à rede. Possuía um raro saque com efeito twist reverso (isso é, sendo destro, realizava o swing da direita para a esquerda), que realizava saltando.
Ganhou seu primeiro US National em 1898, depois de derrotar a Dwight Davis e aproveitar a não participação do campeão anterior Robert Wrenn no challenge round, devido à participação dele na Guerra Hispano-Americana. Defendeu seu título em 1899 e 1900, com sucesso. Não jogou em 1901, mas voltou em 1902 para deter a "invasão britânica" de jogadores, perdendo na final do all-comers (última partida antes de enfrentar o campeão anterior) para o inglês Reggie Doherty.
Foi um dos 3 membros originais do primeiro encontro do Desafio Internacional de Tênis entre as Ilhas Britânicas e Estados Unidos em 1900. No seu único encontro de simples venceu a Arthur Gore em sets corridos, consagrando a equipe americana como a primeira campeã do desafio. Também foi membro da equipe campeã de 1902, vencendo no definitivo quinto ponto ao britânico Reggie Doherty em sets corridos. Nesta série também atuou como capitão da equipe.
Em 1931 escreveu um livro chamado "Tennis: Origins and Mysteries". Em 1932, comete o suicídio. Em 1955, foi uma das seis primeiras pessoas a ingressar no International Tennis Hall of Fame.

## Grand Slam finais

### Simples: 3 títulos
| Resultado | Ano  | Campeonato                  | Piso  | Oponente        | Placar             |       |
| --------- | ---- | --------------------------- | ----- | --------------- | ------------------ | ----- |
| Campeão   | 1898 | U.S. National Championships | Grama | Dwight Davis    | 3–6, 6–2, 6–2, 6–1 | [ 4 ] |
| Campeão   | 1899 | U.S. National Championships | Grama | J. Parmly Paret | 6–1, 6–2, 3–6, 7–5 | [ 4 ] |
| Campeão   | 1900 | U.S. National Championships | Grama | William Larned  | 6–4, 1–6, 6–2, 6–2 | [ 4 ] |